# Kleidotoma formicaria
Kleidotoma formicaria är en stekelart som först beskrevs av Jean-Jacques Kieffer 1904.  Kleidotoma formicaria ingår i släktet Kleidotoma, och familjen glattsteklar. Arten är reproducerande i Sverige.